# Sora Jung
Sora Jung (de nacimiento Kim Seo-ra ) es una actriz surcoreana.

## Carrera
Su primera aparición fue en el papel de Kim Hyon-hui en la película Mayumi dirigida por Shin Sang-ok basada en el bombardeo de Korean Air Vuelo 858. 
Ella participó en el sexto episodio de la primera temporada de Lost, titulado" House of the Rising Sun, interpretando a una "decoradora de interiores", que en realidad es un pretexto — en lugar de eso, ella ayuda a Sun-Hwa Kwon a huir del país. 
Tiene un grado MBA  en actuación/teatro.